# Kaduna
Kaduna je reka, ki je pritok reke Niger in meri okoli 550 km; celotno struga poteka po ozmelju Nigeriji.
Samo ime Kaduna je domačinsko ime za krokodile, ki živijo v tej reki.